# Continental Op
Le Continental Op est un personnage de fiction créé par Dashiell Hammett en 1923. C’est un détective privé salarié de la branche de San Francisco de la Continental Detective Agency. Il ne donne jamais son nom lors de ses enquêtes et n’est identifié que par sa fonction. Son nom vient du fait qu'il est un agent (operator, en anglais) de la Continental. Il s'agit du premier enquêteur majeur qui établit le type du détective hard-boiled (dur-à-cuire). Dans l'histoire du roman noir, le premier roman du genre, dont le héros est le Continental Op, paraît « avec La Moisson rouge en 1929, après une décennie d'expérimentations dans les pages  de la revue Black Mask ». Le personnage a été incarné à la télévision en 1978 par James Coburn, puis, en 1995, par Christopher Lloyd.

## Biographie fictive du personnage
Les récits du Continental Op révèlent fort peu de choses de la vie du personnage antérieure à son entrée dans le métier de détective privé. D'abord à l'emploi de la branche de Boston de son agence, il s'enrôle en 1917 dans l'armée américaine et participe à la Première Guerre mondiale. À la démobilisation, il travaille, toujours pour l'agence de la Continental, à la succursale de Chicago, avant d'être affecté à celle de San Francisco. Limier plein d'expérience, il est en mesure de traiter des affaires les plus diverses, allant de la recherche de personnes disparues à la surveillance d'hôtel. Il est toutefois le plus souvent lancé sur des enquêtes criminelles impliquant des assassinats ou des vols. « De petite taille et massif (il pèse dans les quatre-vingt-cinq kilos), il approche la quarantaine, fume des Fatimas, aime le poker, possède de bonnes connaissances en boxe - ce qui lui est bien utile lors des bagarres - et déteste la marche à laquelle il préfère, même pour de courtes distances, les trajets en voiture ou en tramway ».

## Caractère et fonctions
Le Continental Op reçoit ses ordres du « Vieux », le directeur en chef septuagénaire et blasé de l'agence qu'il dirige avec autorité, cherchant à obtenir des résultats dans le respect (relatif) des lois. 
« Droiture, sens de l'honneur et détachement caractérisent le comportement de l'Op, qui fait son métier pour gagner sa vie, sans états d'âme ni compassion », bien qu'à l'occasion il vient en aide à des victimes, par exemple, quand il tente de tirer Gabrielle du cercle vicieux de la drogue dans le roman Sang maudit. C'est pourtant aussi un personnage amoral, il n'hésite pas à transgresser les lois, et, en outre, il apparaît comme un maître de la supercherie dans l’exercice de sa profession. « C'est cette complexité du personnage, souvent présenté comme froid et insensible, qui en fait l'humanité et qui ouvre la voie à de nombreux autres enquêteurs durs à cuire sensibles au monde qui les entoure ».
Les nouvelles où le Continental Op apparaît sont publiées dans des pulps, magazines bon marché dédiés à la littérature populaire avant et pendant la Grande Dépression, qui illustrent des tranches de vie sordides et violentes, « une vision populaire en opposition avec l'optimisme officiel de rigueur ». Elles ont souvent comme point de départ les erreurs de jeunesse de fils ou de filles de la bonne société qui se compromettent « avec la pègre ou des membres dévoyés d'un groupe social dominant (la princesse russe du Sac de Couffignal ou le jeune Américain du Coup du roi ». En dépit de son statut de détective privé, il entretient des rapports généralement cordiaux avec la police, mais qui « peuvent devenir franchement détestables, dès lors qu'il a affaire à des flics corrompus, notamment dans La Moisson rouge. C'est d'ailleurs dans ce roman qu'il inaugure une recette reprise depuis par de nombreux successeurs : opposer des adversaires pour qu'ils s'entretuent ». En somme, c'est « un dur, efficace et astucieux, un détective qui récolte davantage de succès avec son cerveau qu'avec ses poings ou son arme. Sa caractéristique essentielle est son professionnalisme, un professionnalisme dont Hammett offre la démonstration au lieu de la décrire. Il prend en charge une affaire avec une attention scrupuleuse, inébranlable, et quelle que soit son issue, il suit une piste et ne la lâche pas ».
Des années au contact de la cruauté humaine, de la misère et de la ruine, en plus d’avoir été l’instrument de l’emprisonnement ou de l’envoi à la potence, ont grandement affaibli sa sympathie envers les hommes. Il semble devenir, au fur et à mesure, comme son patron à qui il prête « autant de cœur qu'un serpent à sonnettes »  et être, selon le mot de tous ses collègues, comme Ponce Pilate « pour l'aimable sourire avec lequel il nous envoyait risquer la crucifixion ». Le Continental Op possède toutefois « la lucidité de s'apercevoir que le Mal qu'il combat peut l'habiter lui aussi s'il n'y prend pas garde ».

## Le réalisme du Continental Op
Une grande part du réalisme et du caractère viril du Continental Op se développe pour marquer l'opposition de Dashiell Hammett aux personnages classiques du détective privé dans les whodunits britanniques et américains de l'entre-deux-guerres, qui se révèlent pour la plupart sophistiqués, ridicules, aristocratiques ou excentriques : Philo Vance, Hercule Poirot, Lord Peter Wimsey, Henry Merrivale. Dans une critique de La Mystérieuse Affaire Benson (1926) de S.S. Van Dine, Hammett exprime son opinion sur le gentleman-détective : « Il existe une théorie qui veut que si quelqu'un parle suffisamment longtemps d'un sujet, il finira par dire quelque chose de correct. Philo Vance infirme cette règle : il finit toujours, et habituellement de manière ridicule, par avoir tort. Son interprétation de la technique d'un gentleman quand il ouvre le feu sur quelqu'un assis à deux mètres de lui mérite assurément sa place au Panthéon du cours "Comment devenir détective par correspondance" ». Hammett conteste ainsi le manque de cohérence de l'univers du roman policier qui s'oppose à sa propre expérience. Les enquêtes du Continental Op doivent beaucoup au fait que Hammett a été un agent de la Pinkerton National Detective Agency entre 1915 et février 1922, et à la désillusion qu'il ressent lorsque cet employeur tient un rôle notable contre les mouvements syndicaux dans la protection des briseurs de grève embauchés par le patronat.
Même si - coïncidence non négligeable - le Continental Op est entré au service de son agence « à l'âge où Hammet débutait dans ce même métier : dix-neuf, vingt ans », l'écrivain ne s'est pas limité à lui-même pour créer son personnage. Les traits de caractère de son héros, il les trouve, grâce à sa mémoire, « à Baltimore, dans son bureau même. C'était son propre patron : James Wright, superintendant-adjoint de l'agence Pinkerton de cette ville » où travaille d'abord le jeune Dashiell. Au retour de la Première Guerre mondiale, Hammett travaille pour la branche de San Francisco de la même agence, ce qui lui servira pour brosser un tableau réaliste de la société de la côte Ouest des États-Unis au fil des aventures de son héros. Certes, l'écrivain n'est pas témoin d'autant de morts violentes que son personnage, et le seul cadavre célèbre de sa carrière est « celui de la starlette Virginia Rappe malencontreusement et mystérieusement décédée au cours d'une "party" donnée à l'Hôtel Saint Francis par Fatty Arbuckle, l'ex-partenaire de Chaplin et Buster Keaton au temps des Keystone comédies ».

## Les autres Continental Ops
En plus du détective héros de la série, il existe beaucoup d’autres employés de la Continental Detective Agency. Outre que l’entreprise est dirigée par le « Vieux » (The Old Man dans la version originale américaine), les autres détectives sont généralement de la même trempe que le détective sans nom. Ils servent principalement à dédoubler ce dernier lors qu’il a besoin de se trouver à plusieurs endroits au même moment. Les principaux sont Dick Foley (un Canadien d'origine qui a le trait distinctif de parler le moins possible et d'être un as de la filature), Bob Teal et Mickey Lineham.

## La sérieContinental Op
Le Continental Op fait son apparition dans L'Incendiaire (Arson Plus), nouvelle parue dans le numéro d’octobre 1923 de Black Mask, ce qui fait de lui l'un des premiers et des plus influents détectives durs à cuire présents dans les pulp magazines au début du XXe siècle. Le personnage devient d'ailleurs « l'un des piliers du magazine » où il est né. Sa popularité est très grande. Ainsi, quand la longue nouvelle Le Sac de Couffignal n'est pas jugée digne par des éditeurs d'une publication en volume, sa parution en feuilleton, ordonné par William Randolph Hearst, le magnat de la presse américaine, est une « initiative qui a fait monter le tirage du New York Evening Journal ». 
Au total, le Continental Op apparaît dans trente-six nouvelles : vingt-huit nouvelles isolées et deux séries de quatre nouvelles qui constitueront ultérieurement les romans La Moisson rouge et Sang maudit.

### Liste complète de ses aventures
Tous les titres français ci-dessous sont ceux de l'édition intégrale des nouvelles intitulée Coups de feu dans la nuit, Paris, Éditions Omnibus, 2011.

#### Nouvelles
- Arson Plus (Black Mask, Oct. 1923) (paru sous le pseudonyme de  Peter Collinson) Publié en français sous le titre L'Incendiaire
- Crooked Souls, aussi paru sous le titre The Gatewood Caper (Black Mask, Oct.1923) Publié en français sous le titre La Fille de papa
- Slippery Fingers (Black Mask, Oct. 1923) (paru sous le pseudonyme de  Peter Collinson) Publié en français sous le titre Les Doigts glissants
- It, aussi paru sous le titre The Black Hat That Wasn't There (Black Mask, novembre 1923)Publié en français sous le titre Le Chapeau noir dans la chambre obscure
- Bodies Piled Up, aussi paru sous titre House Dick (Black Mask, décembre 1923) Publié en français sous le titre Flic maison
- The Tenth Clew (Black Mask, janvier 1924) Publié en français sous le titre Le Dixième Indice
- Night Shots (Black Mask, février 1924) Publié en français sous le titre Coups de feu dans la nuit
- Zigzags of Treachery (Black Mask, mars 1924) Publié en français sous le titre La Mort du docteur Estep
- One Hour (Black Mask, avril 1924) Publié en français sous le titre Une heure (parfois titré Une heure bien remplie)
- The House in Turk Street (Black Mask, avril 1924) Publié en français sous le titre La Maison de Turk Street
- The Girl with Silver Eyes (Black Mask, juin 1924) Publié en français sous le titre La Fille aux yeux d'argent
- Women, Politics and Murder, aussi paru sous le titre Death on Pine Street (Black Mask, septembre 1924) Publié en français sous le titre Crime dans Pine Street (parfois titré Un cadavre dans la rue)
- Who Killed Bob Teal? (True Detective Stories, novembre 1924) Publié en français sous le titre Qui a tué Bob Teal ?
- The Golden Horseshoe (Black Mask, novembre 1924) Publié en français sous le titre Au fer à cheval d'or
- Mike, Alec or Rufus?, aussi paru sous le titre Tom, Dick or Harry (Black Mask, janvier 1925) Publié en français sous le titre Un inconnu dans la maison
- The Whosis Kid (Black Mask, mars 1925) Publié en français sous le titre Le Môme Machin
- The Scorched Face (Black Mask, mai 1925) Publié en français sous le titre Pièges à filles
- Corkscrew (Black Mask, septembre 1925) Publié en français sous le titre Un petit coin tranquille
- Dead Yellow Women (Black Mask, novembre 1925) Publié en français sous le titre Crime en jaune (parfois titré Double Crime ou Meurtres à Chinatown)
- The Gutting of Couffignal (Black Mask, décembre 1925) Publié en français sous le titre Le Sac de Couffignal (parfois titré Casse-pipe à Couffignal)
- The Creeping Siamese (Black Mask, mars 1926) Publié en français sous le titre Rats de Siam
- The Big Knockover (Black Mask, février 1927) Publié en français sous le titre Le Grand Braquage
- 106,000 $ Blood Money (Black Mask, mai 1927) Publié en français sous le titre Le Prix du sang (parfois titré Dollars de sang)
- The Main Death (Black Mask, juin 1927) Publié en français sous le titre L'Affaire Main (parfois titré La Mort de Jeffrey Main)
- This King Business (Mystery Stories, janvier 1928) Publié en français sous le titre Le Coup du roi
- Fly Paper (Black Mask, août 1929) Publié en français sous le titre Papier tue-mouches
- The Farewell Murder (Black Mask, février 1930) Publié en français sous le titre Meurtre à Farewell
- Death and Company (Black Mask, novembre 1930) Publié en français sous le titre Mort et Cie

#### Nouvelles ultérieurement réunies pour constituer le romanLa Moisson rouge(1929)
- The Cleansing of Poisonville (Black Mask, novembre 1927)
- Crime Wanted - Male or Female (Black Mask, décembre 1927)
- Dynamite (Black Mask, janvier 1928)
- The 19th Murder (Black Mask, février 1928)

#### Nouvelles ultérieurement réunies pour constituer le romanSang maudit(1929)
- Black Lives (Black Mask, novembre 1928)
- The Hollow Temple (Black Mask, décembre 1928)
- Black Honeymoon (Black Mask, janvier 1929)
- Black Riddle (Black Mask, février 1929)

## Influences
Par sa rupture avec les codes du roman policier et du modèle de détective d'alors, le Continental Op est considéré comme l'un des précurseurs des enquêteurs dits hardboiled. Dashiell Hammett s'inspire lui-même de ses travaux pour imaginer le personnage de Sam Spade présent dans Le Faucon de Malte publié en 1930 et qui coïncide avec la parution de la dernière aventure du Continental Op. D'autres auteurs se sont inspirés du Continental Op par la suite, notamment Bill Pronzini qui a nommé son détective The Nameless. Peuvent être également cités comme successeur les personnages de Lew Archer (Ross Macdonald), Philip Marlowe (Raymond Chandler) ou Mike Hammer (Mickey Spillane).

## Adaptations

### Au cinéma
- 1930 : Roadhouse Nights (en) (aussi intitulé The River Inn), film américain réalisé par Hobart Henley sur un scénario (crédité comme original) de Ben Hecht, très librement inspiré du roman La Moisson rouge.
- 2002 : Sans motif apparent (No Good Deed), film germano-américain réalisé par Bob Rafelson, très librement adapté de la nouvelle La Maison de Turk Street (The House in Turk Street, 1924), avec Samuel L. Jackson dans le rôle du héros, devenu un policier, et baptisé Jack Friar.

### À la télévision
- 1978 : Un privé dans la nuit (The Dain Curse), mini-série américaine en six épisodes, adaptée du roman Sang maudit, avec James Coburn (le personnage du Continental Op est baptisé Hamilton Nash).
- 1995 : Fallen Angels (Série TV) - Saison 2, épisode 7 (épisode 2 en France) : Un poison qui fait mouche (Fly Paper), réalisé par Tim Hunter, scénario de Donald E. Westlake, d'après la nouvelle Papier tue-mouches (Fly Paper, 1929), avec Christopher Lloyd dans le rôle du Continental Op, et Darren McGavin dans le rôle du « Vieux ».